# Història de la República d'Irlanda
L'estat d'Irlanda va néixer en 1919 com la República d'Irlanda dels 32 comtats. En 1922, després de separar-se del Regne Unit de Gran Bretanya i Irlanda en virtut del Tractat angloirlandès, es va convertir en l'Estat Lliure d'Irlanda. Comprèn 32 comtats fins a 6 comtats sota el control d'unionistes, van optar per no participar. La constitució de 1937 va canviar el nom de l'estat de "Irlanda del Sud" a "Irlanda". En 1949, només 26 comtats es van convertir explícitament en república segons els termes de la Llei de la República d'Irlanda de 1948, que va posar fi definitivament a la seva tènue pertinença a la Commonwealth britànica. En 1973, la República d'Irlanda es va unir a la Comunitat Europea.
Des de la seva fundació, l'Estat Lliure d'Irlanda es va veure embolicat en una guerra civil entre els nacionalistes que recolzaven el Tractat i els opositors que recolzaven a la República existent. El costat pro-Tractat, organitzat com Cumann na nGaedheal, va sortir victoriós del conflicte i va guanyar les eleccions posteriors. Van formar el govern de l'estat fins a 1932, quan van lliurar pacíficament el poder a la facció anti-Tractat en Fianna Fáil, qui els va derrotar en unes eleccions. L'estat irlandès, malgrat els seus violents començaments, ha seguit sent una democràcia liberal durant tota la seva existència. Els canvis en la dècada de 1930 van eliminar molts dels vincles amb Gran Bretanya establerts sota el Tractat i la neutralitat d'Irlanda en la Segona Guerra Mundial va demostrar la seva independència en assumptes de política exterior de Gran Bretanya.
En l'àmbit econòmic, l'estat irlandès ha tingut un acompliment desigual. Després de la independència, va ser un dels països més rics d'Europa per habitant. No obstant això, també va heretar del domini britànic els problemes de desocupació, emigració, desenvolupament geogràfic desigual i falta d'una base industrial nativa. Durant gran part de la seva història, l'estat va lluitar per rectificar aquests problemes. Es van registrar becs particulars d'emigració durant les dècades de 1930, 1950 i 1980, quan l'economia irlandesa va registrar un escàs creixement. 
En la dècada de 1930, els governs de Fianna Fáil van intentar crear indústries nacionals irlandeses utilitzant subsidis i aranzels protectors. A finalitats de la dècada de 1950, aquestes polítiques es van abandonar en favor del lliure comerç amb països seleccionats i el foment de la inversió estrangera amb impostos baixos. Això es va ampliar quan Irlanda va entrar en la Comunitat Econòmica Europea en 1973. En les dècades de 1990 i 2000, Irlanda va experimentar un auge econòmic conegut com el Tigre Cèltic, en el qual el PIB del país va superar a molts dels seus veïns europeus. La immigració també va superar a l'emigració, elevant la població de l'estat a més de 4 milions. No obstant això, des de 2008, Irlanda ha experimentat una greu crisi en el sector bancari i amb el deute sobirà. La recessió econòmica resultant ha aprofundit l'efecte de la recessió mundial a Irlanda.
De 1937 a 1998, la constitució irlandesa va incloure un reclam irredentista sobre Irlanda del Nord com a part del territori nacional. No obstant això, l'estat també es va oposar i va utilitzar les seves forces de seguretat contra aquests grups armats, principalment l'Exèrcit Republicà Irlandès Provisional, que van intentar unir Irlanda per la força. Això va ocórrer en la dècada de 1950, durant les dècades de 1970 i 1980 i ha continuat en una escala reduïda. Mentrestant, els governs irlandesos van intentar negociar un acord per al conflicte conegut com els Problemes dins d'Irlanda del Nord des de 1968 fins a finals de la dècada de 1990. El govern britànic va reconèixer oficialment el dret del govern irlandès a ser part de les negociacions del Nord en l'Acord Anglo-Irlandès de 1985. En 1998, com a part de l'Acord del Divendres Sant, la constitució irlandesa va ser modificada per referèndum per eliminar el reclam territorial d'Irlanda del Nord i, en el seu lloc, estendre el dret de ciutadania irlandesa a tota la gent de l'illa si ho desitjava.

## Antecedents de la independència

### Separatisme, rebel·lió i partició
Des de la Unió en 1801 fins al 6 de desembre de 1922, tota Irlanda va ser part del Regne Unit de Gran Bretanya i Irlanda. No obstant això, des de la dècada de 1880, hi havia hagut una agitació nacionalista de llarga data per l'autonomia o el autogovern. Altres veus més radicals, com la Germanor Republicana Irlandesa, demanaven la independència, però eren minoria.
En 1912-1913, el govern liberal de Gran Bretanya va proposar un projecte de llei d'autonomia. Els sindicalistes del nord, alarmats, van organitzar els Voluntaris de l'Ulster, una milícia armada que es proposava resistir a l'autonomia per la força. Els nacionalistes en resposta van fundar els Voluntaris Irlandesos. Com a resultat d'aquest enfrontament, la partició d'Irlanda es va proposar en converses a tres bandes entre el Partit Parlamentari Irlandès, el Partit Unionista i el govern britànic. En 1914, el Parlament del Regne Unit va promulgar un tercer projecte de llei d'autonomia d'Irlanda, però va suspendre el seu efecte fins al cap de la Primera Guerra Mundial.
El líder nacionalista John Redmond es va comprometre a recolzar l'esforç de guerra britànic i molts irlandesos van servir en l'exèrcit britànic, però la guerra i la frustració de les ambicions nacionalistes pel que fa a l'autonomia van conduir a una radicalització del nacionalisme irlandès. En 1916, un grup d'activistes de l'IRB dins dels Voluntaris Irlandesos va liderar una insurrecció dirigida a la independència d'Irlanda a Dublín, coneguda com el Aixecament de Pasqua. La rebel·lió no va tenir suport popular i va ser sufocada en una setmana, però l'execució dels seus líders i el posterior arrest general d'activistes nacionalistes radicals van resultar molt impopulars entre el públic nacionalista. Immediatament després de l'Aixecament, es va fer un nou intent en la Convenció irlandesa per resoldre l'estancament de l'autonomia, però sense èxit. Finalment, la proposta britànica d'estendre el servei militar obligatori per a la guerra a Irlanda va provocar una resistència generalitzada i va desacreditar al Partit Parlamentari Irlandès que havia recolzat l'esforç bèl·lic britànic.
Tots aquests factors van portar a un gir cap al suport al Sinn Féin, el partit liderat per veterans del Aixecament de Pasqua i que defensava una República d'Irlanda independent. En les eleccions generals irlandeses de 1918, el Sinn Féin va guanyar la gran majoria d'escons, molts dels quals no van ser disputats. Els candidats electes del Sinn Féin es van negar a assistir al Parlament del Regne Unit a Westminster i, en canvi, es van reunir a Dublín com un nou parlament revolucionari anomenat "Dáil Éireann". Van declarar l'existència d'un nou estat anomenat "República d'Irlanda" i van establir un sistema de govern per rivalitzar amb les institucions del Regne Unit.
La primera reunió del Dáil va coincidir amb un tiroteig no autoritzat de dos homes del RIC en Tipperary, ara considerat com l'esclat de la Guerra d'Independència d'Irlanda. De 1919 a 1921, els Voluntaris Irlandesos (ara rebatejat com Exèrcit Republicà Irlandès, sent considerat pel Dáil com l'exèrcit de la nova República Irlandesa) van participar en una guerra de guerrilles contra l'exèrcit britànic, el RIC i les unitats de policia paramilitar conegudes com Black i bronzejats i auxiliars. La violència va començar lentament, amb sol 19 morts en 1919, però va augmentar dràsticament des de la segona meitat de 1920 i solament en els primers sis mesos de 1921 va haver-hi 1,000 morts en tots els costats. El principal líder polític del moviment republicà va ser Éamon de Valera, el president de la República. No obstant això, va passar gran part del conflicte en Estats Units, recaptant diners i donant suport a la causa irlandesa. En la seva absència, dos joves, Michael Collins i Richard Mulcahy van saltar a la fama com a líders clandestins de l'IRA, respectivament Director d'Intel·ligència i Cap d'Estat Major de l'organització guerrillera.
Va haver-hi diversos intents fallits de negociar la fi del conflicte. En l'estiu de 1920, el govern britànic va proposar la Llei del Govern d'Irlanda de 1920 (que es va convertir en llei el 3 de maig de 1921) que preveia la partició de l'illa d'Irlanda en dues regions autònomes Irlanda del Nord (sis comtats del nord-est) i Irlanda del Sud (la resta de l'illa, inclòs el seu comtat més septentrional, Donegal). No obstant això, això no era acceptable per als republicans del sud i solament l'entitat d'Irlanda del Nord es va establir sota la Llei en 1921. L'entitat política d'Irlanda del Sud va ser reemplaçada en 1922 per la creació de l'Estat Lliure Irlandès.
Després de noves converses fallides al desembre de 1920, el conflicte guerriller va arribar a la seva fi al juliol de 1921, amb una treva acordada entre l'IRA i els britànics. A continuació, es van iniciar formalment les converses darrere d'un acord de pau.
Fins a cert punt, la Guerra d'Independència va exposar fissures polítiques i religioses en la societat irlandesa. El IRA va matar a més de 200 civils com a presumptes informants del conflicte. S'ha al·legat que grups com a protestants i exmilitars estaven representats de manera desproporcionada en aquesta figura, un argument disputat per altres historiadors. No obstant això, ja sigui a causa de la violència i la intimidació o a causa de la seva lleialtat a la presència britànica a Irlanda, entre 1911 i 1926 al voltant del 34 per cent de la població protestant de l'Estat Lliure, o al voltant de 40.000 persones, va abandonar els 26 comtats, principalment cap a Irlanda del Nord o Gran Bretanya. Si ben va haver-hi moltes raons per a això, la secessió del Regne Unit va ser un factor en l'emigració protestant.

### Tractat angloirlandès
Mapa polític de l'illa d'Irlanda actual que mostra Irlanda del Nord (part del Regne Unit) i la República d'Irlanda

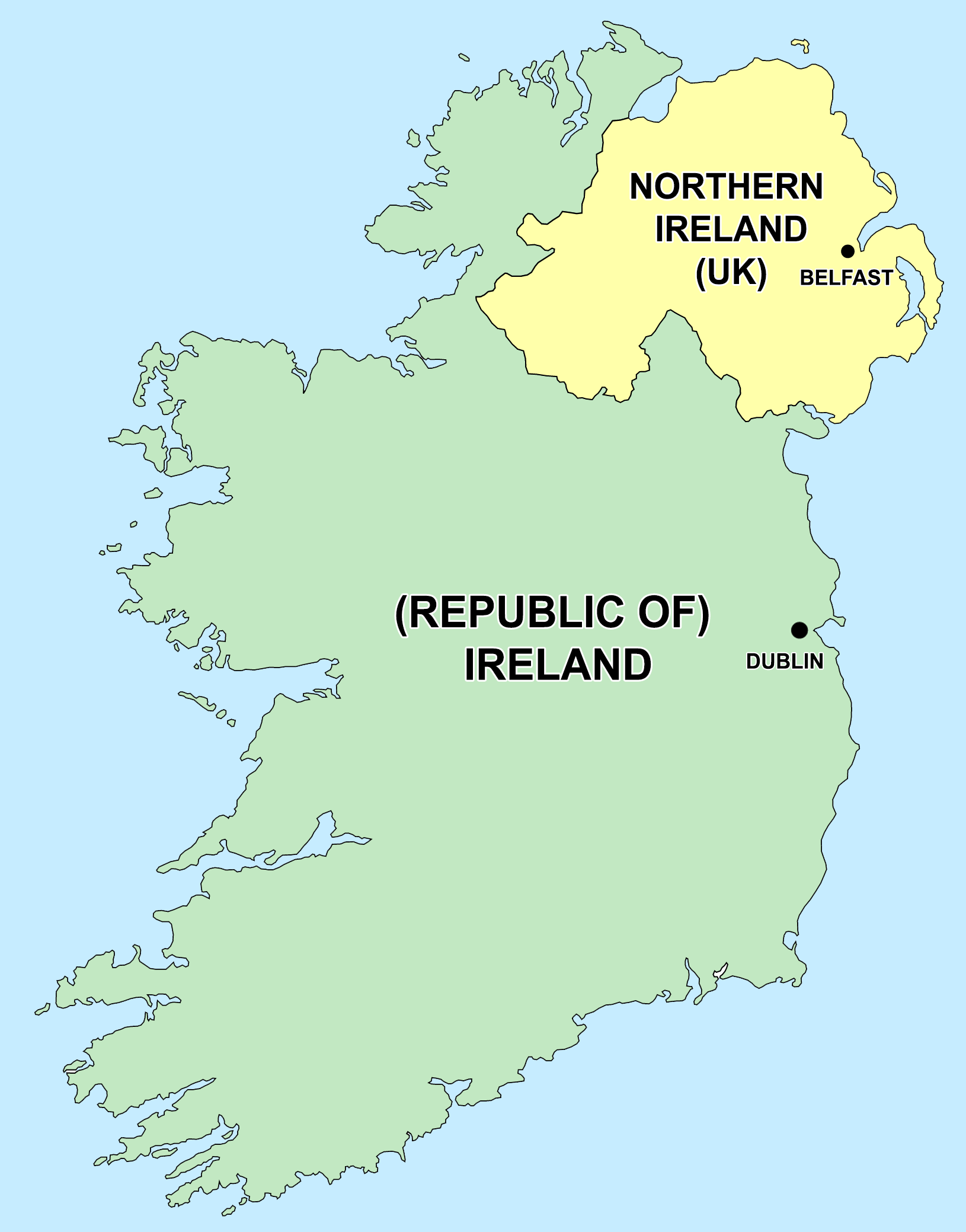
Mapa polític de l'illa d'Irlanda actual que mostra Irlanda del Nord (part del Regne Unit) i la República d'Irlanda.

Les negociacions entre els equips de negociació britànics i irlandesos van produir el Tractat angloirlandès, conclòs el 6 de desembre de 1921. L'equip irlandès estava dirigit per Michael Collins, que havia organitzat la intel·ligència de l'IRA durant la Guerra d'Independència. L'equip britànic dirigit per David Lloyd George i Winston Churchill estava disposat a fer concessions sobre la independència d'Irlanda, però no va concedir una república. Cap al final de les negociacions, Lloyd George va amenaçar amb una "guerra immediata i terrible" si els irlandesos no acceptaven els termes oferts.
El Tractat preveia un nou sistema d'autogovern irlandès, conegut com a "estat de domini", amb un nou estat, que es denominaria Estat Lliure Irlandès. L'Estat Lliure era considerablement més independent del que hagués estat un Parlament Autònom. Tenia la seva pròpia policia i forces armades i control sobre la seva pròpia política fiscal i tributària, cap de les quals havia estat prevista en el marc del govern autònom. No obstant això, existien alguns límits a la seva sobirania. Va seguir sent un domini de la Commonwealth britànica i els membres del seu parlament van haver de jurar lleialtat al monarca britànic. Els britànics també van conservar tres bases navals, conegudes com els Ports del Tractat. A més, l'estat irlandès estava obligat a respectar els contractes de l'administració pública existent, amb l'excepció del Royal Irish Constabulary, que es va dissoldre, encara que amb pensions completes, pagaderes per l'estat irlandès.
També estava la qüestió de la partició, que era anterior al Tractat, però que estava subjecta per ell. En teoria, Irlanda del Nord estava inclosa en els termes del Tractat, però en l'Article 12 se li va donar l'opció d'excloure's en un mes. Així, durant tres dies a partir de la mitjanit del 6 de desembre de 1922, l'Estat Lliure d'Irlanda recentment establert, en teoria incloïa tota l'illa d'Irlanda (inclosa Irlanda del Nord). No obstant això, en la pràctica, Irlanda del Nord ja era una àrea autònoma en funcionament en aquest moment i va abandonar formalment l’Estat Lliure d'Irlanda el 8 de desembre de 1922.
Com a resultat d'aquests límits a la sobirania de l'Estat Lliure, i perquè el Tractat va desmantellar la República declarada pels nacionalistes en 1918, el moviment Sinn Féin, el Dáil i l'IRA estaven profundament dividits sobre l'acceptació del Tractat. Éamon de Valera, el president de la República va ser el líder més destacat dels quals van rebutjar el Tractat. Entre altres coses, va objectar el fet que Collins i l'equip negociador l'haguessin signat sense l'autorització del Gabinet Dáil.

## Guerra Civil
En una votació de 64 a 57, el Dáil va aprovar per estret marge el Tractat angloirlandés el 7 de gener de 1922. [21] Éamon de Valera, president de la República i diversos altres membres del gabinet van dimitir en protesta.
Un vehicle blindat incomparable de l'Exèrcit Nacional en Passage West, agost de 1922
El lideratge pro-Tractat de Michael Collins i Arthur Griffith, organitzat en un Govern Provisional, es va proposar establir l'Estat Lliure Irlandès creat pel Tractat. A aquest efecte, van començar a reclutar per a un nou exèrcit, amb base inicialment en Beggars Bush Barracks a Dublín, compost per unitats pro-Tractat de l'IRA. També van començar a reclutar per a una nova policia, la Guàrdia Cívica, per reemplaçar a la RIC que es va dissoldre a l'agost de 1922 [22].
No obstant això, la majoria de l'IRA liderat per Rory O'Connor es va oposar al Tractat, al·legant que va desestabilitzar la república irlandesa, que van argumentar que havien jurat defensar, i que va imposar una declaració de fidelitat al monarca britànic als parlamentaris irlandesos. L'IRA va celebrar una convenció al març de 1922, en la qual van renunciar a la seva lleialtat al Dáil i la van transferir al seu propi Consell d'Exèrcit. [23] O'Connor a l'abril va encapçalar l'ocupació per les forces anti-Tractat de diversos edificis públics a Dublín, en particular els Quatre Tribunals, centre del sistema legal irlandès. Éamon de Valera, encara que no estava al comandament de l'IRA anti-Tractat, també va liderar l'oposició política al Tractat en un nou partit anomenat Cumann na Poblachta.
Amb dues forces armades irlandeses rivals ara al país, la guerra civil semblava probable a partir de la primavera de 1922. Tres esdeveniments la van desencadenar. La primera va ser l'elecció del 18 de juny de 1922, que va guanyar el partit pro-Tractat Sinn Féin, atorgant a l'Estat Lliure un mandat popular. El segon va ser l'assassinat per republicans irlandesos a Londres d'un general britànic retirat Henry Hughes Wilson. Si ben no és clar qui va ordenar l'assassinat, el govern britànic va assumir que era l'IRA anti-Tractat i va ordenar a Collins que actués contra ells o s'arrisqués a una intervenció armada britànica per fer-ho. El tercer detonant va ser el segrest per part de l'IRA en els Quatre Jutjats de l'Estat Lliure, el general JJ "Ginger" O'Connell. Aquesta combinació d'esdeveniments va obligar el govern de Collins a atacar i prendre posicions anti-Tractat a Dublín, la qual cosa va aconseguir després d'una setmana de lluita al juliol de 1922. Éamon de Valera va declarar el seu suport a l'IRA anti-Tractat després de l'esclat d'hostilitats.
Una nova ofensiva militar va assegurar el control de l'Estat Lliure sobre els altres pobles i ciutats importants del seu territori a principis d'agost. Malgrat la seva derrota en la guerra oberta, l'IRA es va reagrupar i va emprendre una campanya de guerrilles, segons argumentaven, per restaurar la República d'Irlanda. La guerra es va perllongar en forma de guerrilla fins a abril de 1923. A l'agost de 1922, l'Estat Lliure va ser sacsejat per la mort de les seves dos principals capdavanters. Michael Collins va morir en una emboscada en Béal na mBláth, Cork, el 22 d'agost de 1922 i Arthur Griffith va morir d'un vessi cerebral una setmana abans. WT Cosgrave va assumir el control tant del gabinet de la República d'Irlanda com del Govern Provisional i ambdues administracions van desaparèixer simultàniament poc després, reemplaçades per les institucions de l'Estat Lliure d'Irlanda el 6 de desembre de 1922.
L'IRA anti-Tractat baix Liam Lynch va tractar d'usar les mateixes tàctiques de guerrilla contra l'Estat Lliure que van usar contra els britànics en 1919-1921. No obstant això, sense el mateix grau de suport popular, van ser menys efectius. A la fi de 1922, l'Exèrcit Nacional Irlandès havia pres totes les ciutats principals del país i havia reduït la campanya de l'IRA a atacs a petita escala. Un gran nombre de combatents contraris al Tractat, uns 12.000 en total, van ser internats per l'Estat Lliure. A més, a mesura que avançava la guerra es van produir actes de gran crueltat en tots dos bàndols. L'Estat Lliure es va embarcar en una política d'execucions selectives: 77 presoners van ser afusellats judicialment i més de 100 més assassinats "extraoficialment" en el camp. Les forces anti-Tractat van assassinar un membre del Parlamento pro-Tractat i diversos altres polítics civils, van ferir a més i van cremar les seves cases. No obstant això, les tàctiques d'internament i execucions de l'Estat Lliure es van combinar per paralitzar a les forces contràries al Tractat a l'abril de 1923.
La mort en acció de Liam Lynch en aquest mes va portar al fet que l'IRA anti-Tractat, sota les ordres de Frank Aiken i els impulsos del líder civil De Valera, demanés un alto-el-foc i "llançar armes". No obstant això, no va haver-hi un final negociat per a la guerra.
La Guerra Civil entre els nacionalistes irlandesos va crear una gran amargor i la divisió de la Guerra Civil també va produir els dos partits principals de la Irlanda independent al segle xx. El nombre de morts encara no s'ha comptat amb precisió, però es considera que ronda els 2.000; almenys tan alt com el nombre de morts en l'anterior Guerra d'Independència.